# 7 messidor
7 prairial 7 thermidor
Le septidi 7 messidor, officiellement dénommé jour du concombre, est le 277e jour de l'année du calendrier républicain.
C'était généralement le 25e jour du mois de juin dans le calendrier grégorien.